# アジ化銅(I)
アジ化銅(I)（アジかどう(I)、copper(I) azide）は、組成式が CuN3 の無機化合物の一つ。220°Cで発火する。
アジ化ナトリウム(NaN3)と硫酸銅(II)(CuSO4)を含む水溶液に亜硫酸水素カリウム(KHSO3)を入れるとアジ化銅(I)の白色沈殿を生成する。
{\displaystyle {\ce {{4NaN3}+{4CuSO4}+{2KHSO3}+{2H2O}\rightarrow {4CuN3}\downarrow +{K2SO4}+{2Na2SO4}+3H2SO4}}}